# Dabula Anthony Mpako

Wappen von Dabula Anthony Mpako

Dabula Anthony Mpako (* 6. September 1959 in Bisho) ist ein südafrikanischer Geistlicher und römisch-katholischer Erzbischof von Pretoria sowie Militärbischof von Südafrika.

## Leben
Dabula Anthony Mpako empfing am 28. Juni 1986 das Sakrament der Priesterweihe für das Erzbistum Pretoria.
Am 23. Mai 2011 ernannte ihn Papst Benedikt XVI. zum Bischof von Queenstown. Der Erzbischof von Pretoria, William Slattery OFM, spendete ihm am 6. August desselben Jahres die Bischofsweihe; Mitkonsekratoren waren der Erzbischof von Kapstadt, Stephen Brislin, und der Bischof von Umtata, Sithembele Anton Sipuka.
Papst Franziskus ernannte ihn am 30. April 2019 zum Erzbischof von Pretoria und zum Militärbischof von Südafrika. Die Amtseinführung erfolgte am 22. Juni desselben Jahres.